# 天鵝座BC
天鵝座BC（BC Cyg, HIP 100404, BD + 37 3903）是在天鵝座的一顆光譜類型M3.5Ia 紅超巨星和脈動變星。
它被認為是天鹅座OB1星協的成員，其中有疏散星團伯克利87，位於距離太陽系1,673秒差距（5,000光年）之處。它位於另一個紅超巨星天鵝座BI以北不到一度的地方。根據其蓋亞目錄的視差，它的距離大約在1,700 pc.。
計算得到天鵝座BC的有效溫度在2,858至3,614K，並且光度在112,000到145,000 L☉之間變化。最亮和最冷時的大小被計算為1,553 R☉，而最熱和最暗時的大小為856 R☉。它是已知最大的恆星之一。如果它取代太陽的位置，假設最大半徑為1553 R☉，其光球將吞噬木星的軌道。其質量約為19 M☉，據估計，恆星質量損失，如塵埃，原子和分子氣體為每年3.2×10−9 M☉。

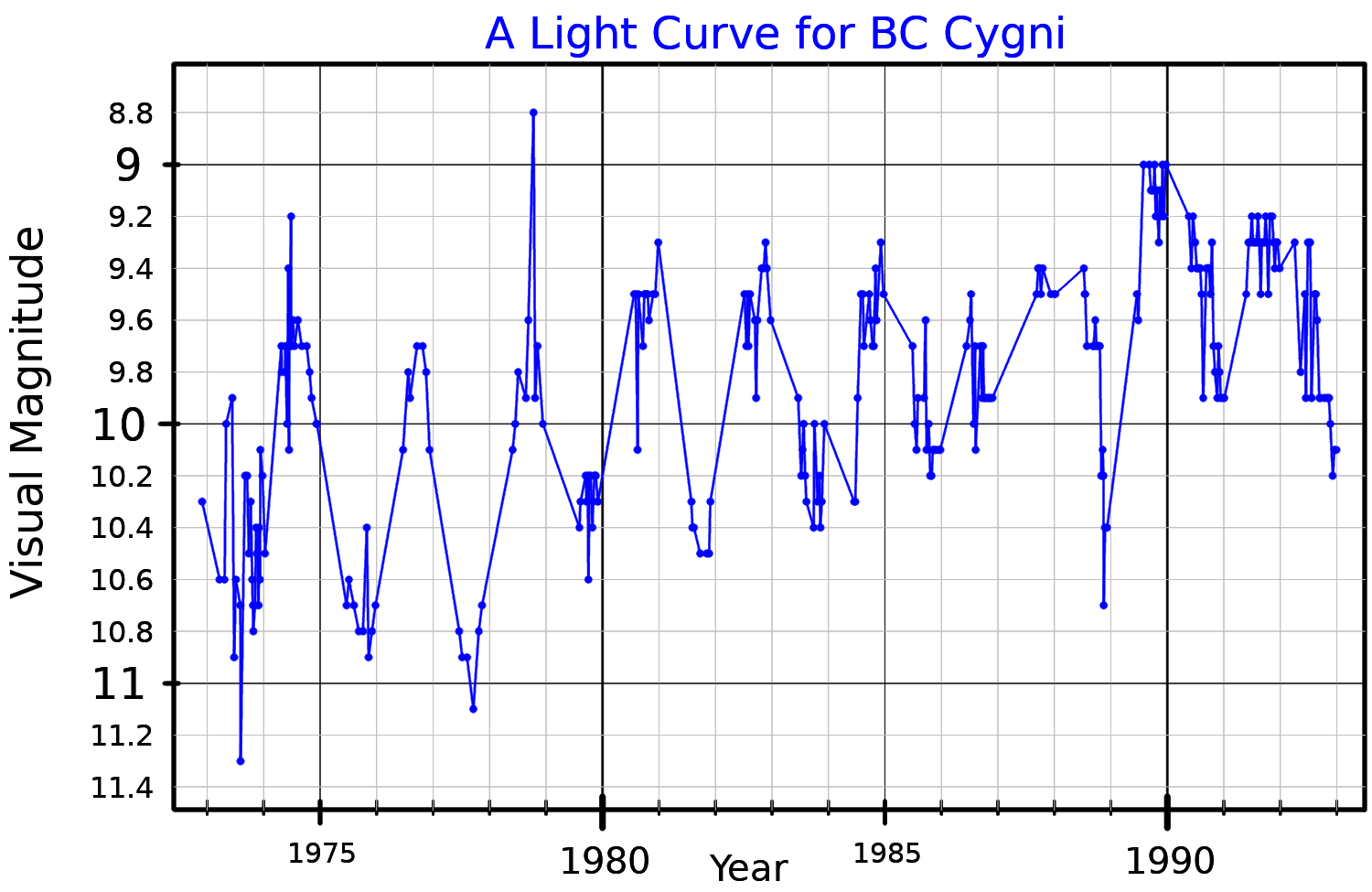
來自AAVSO數據的天鵝座BC可見光波段的光變曲線。

天鵝座BC的視星等在+9.0 and +10.8之間變化，週期為720 ± 40日。大約在1900年至2000年之間，它的平均亮度似乎增加了0.5星等。